# حرب الويسكي
حرب الويسكي أو حرب الخمور هو اسم لنزاع حدودي غير دموي بين الدنمارك وكندا حول جزيرة هانز. بدأ النزاع عام 1978 وفي 2022 توصل البلدان إلى اتفاق يقضي بتقسيم الجزيرة بينهما.